# Cassa di Risparmio di Cesena
La Cassa di Risparmio di Cesena è stata una banca italiana, fondata nel 1840 e chiusa nel 2018.

## Storia
L'istituzione della Cassa di Risparmio di Cesena fu promossa nel 1840 da cinque eminenti cittadini: il conte Galeazzo Fabbri, il cavaliere Giuseppe Galeffi, il canonico Giacomo Maraldi, l'avvocato Giambattista Nori e il marchese Melchiorre Romagnoli. Riuscirono a raccogliere il favore di 105 azionisti, formando così un primo capitale e costituendo l'associazione.
Il 18 maggio del 1841 riuscì ad ottenere l'autorizzazione papale (rescritto pontificio di Gregorio XVI); il 2 gennaio del 1842 avvenne l'apertura al pubblico. Il primo presidente della Cassa di Risparmio fu il conte Nicolò Chiaramonti. Successivamente acquistò un palazzo dove stabilì la sede attuale. Costituitosi il Regno d'Italia, con decreto reale del 17 marzo del 1861 si riconosceva nuovamente alla Cassa di Risparmio di Cesena le funzioni creditizie.
Durante le due guerre mondiali la Cassa di Risparmio svolse un'importante attività a favore della popolazione, duramente colpita da danni materiali, morali ed economici.
A partire dagli anni sessanta del XX secolo, la Cassa di Risparmio ha aperto nuove filiali in città e dagli anni ottanta si è ampliata al di fuori del cesenate, prima in aree forlivesi e ravennati.
Il 25 novembre 2013 diviene operativa la fusione con la Banca di Romagna, già entrambe appartenenti al Gruppo Bancario Cassa di Risparmio di Cesena, con conseguente semplificazione della struttura di Gruppo e razionalizzazione dei processi operativi, amministrativi e della rete commerciale.
Nell'ottobre del 2016, Carmine Lamanda viene eletto presidente della banca.
Nel dicembre 2017 la Cassa di Risparmio di Cesena passa, insieme alla Cassa di Risparmio di Rimini e a quella di San Miniato, al gruppo bancario Crédit Agricole Cariparma (ora Crédit Agricole Italia S.p.A.) con l'intervento del Fondo Interbancario volontario.
Nel febbraio 2018 è approvato il piano di fusione per incorporazione di Cassa di Risparmio di Rimini, Cassa di Risparmio di Cesena, Cassa di Risparmio di San Miniato nella capogruppo Crédit Agricole Cariparma. Decisa anche un'offerta pubblica di acquisto delle azioni delle tre banche in mano ai soci retail.
L'incorporzione della banca in Crédit Agricole Cariparma è stata completata il 21 luglio 2018.